# Unión General de Trabajadores Judíos

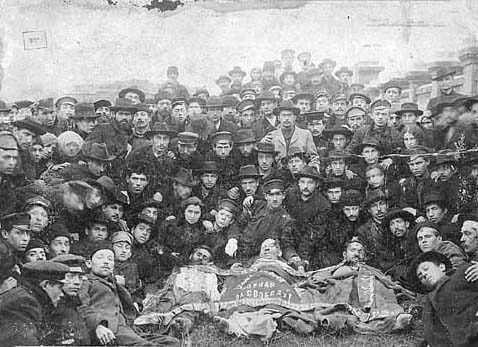
Miembros del Bund con los cuerpos de sus camaradas asesinados en Odesa durante la Revolución rusa de 1905.

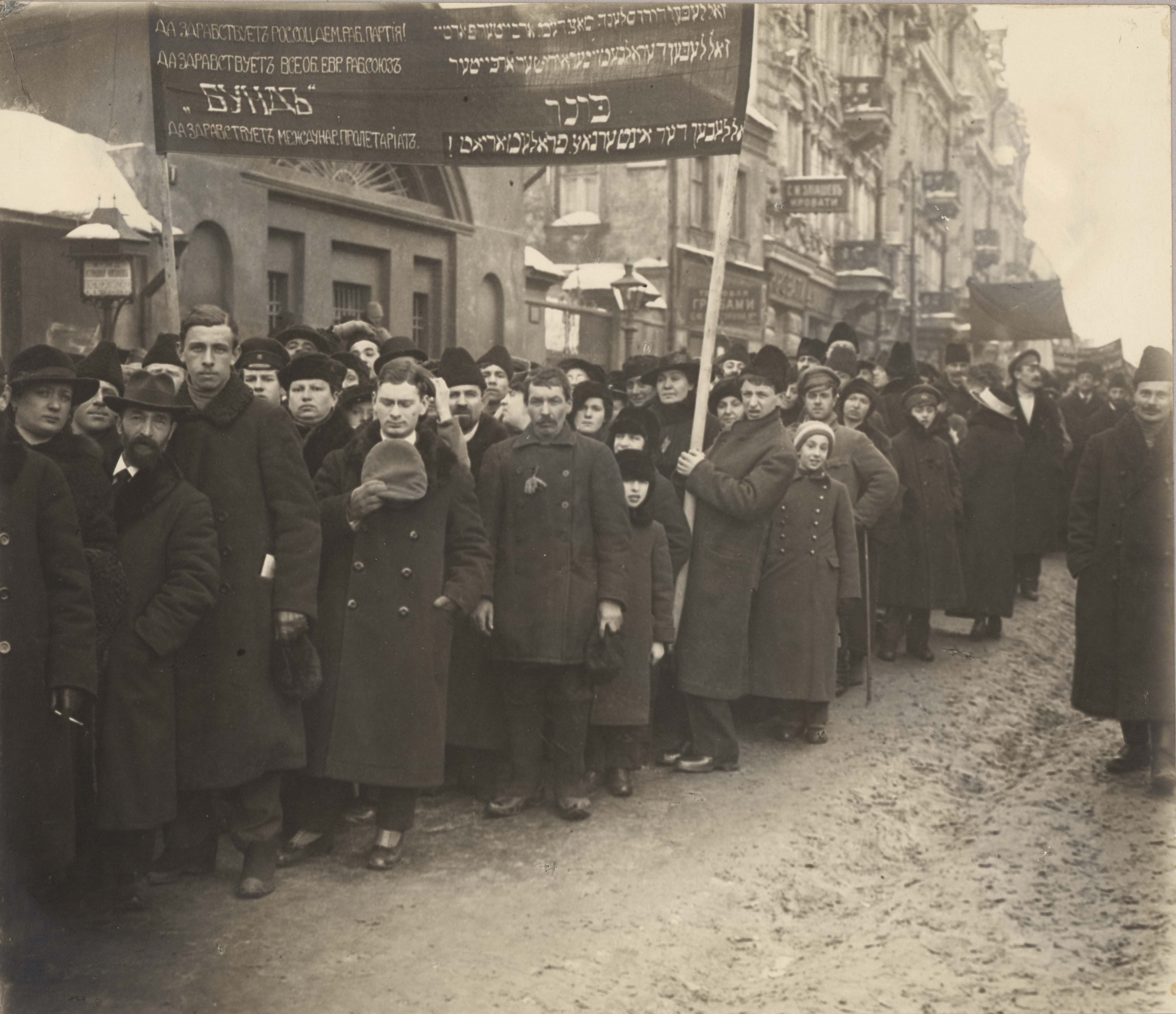
Manifestación de miembros del Bund en apoyo del POSDR y el movimiento obrero internacional. Moscú, febrero-marzo de 1917

La Unión General de Trabajadores Judíos de Lituania, Polonia y Rusia (en yidis: אַלגעמײנער ייִדישער אַרבעטער־בונד אין ליטע, פּױלן און רוסלאַנד‎, romanizado: Algemeyner Yidisher Arbeter-bund in Lite, Poyln un Rusland; en ruso: Всеобщий еврейский рабочий союз в Литве, Польше и России) es habitualmente conocida con el término yidis Bund (en yidis: בונד‎), fue un movimiento político judío de corte socialista creado a finales del siglo XIX en el Imperio ruso. El bundismo estuvo contrapuesto al sionismo y a las tendencias centralistas de los bolcheviques rusos.
El Bund fue una de las organizaciones de izquierdas más importantes antes y durante la revolución rusa de 1905. El Bund se organizó en favor de los derechos laborales de los judíos, defendió a los judíos del antisemitismo y se organizó con otros para el establecimiento del socialismo. El Bund fundó escuelas, bibliotecas, organizaciones deportivas y el famoso Sanatorio Medem, que trataba la tuberculosis de los niños judíos pobres. Durante el periodo de entreguerras, el Bund fue la organización política judía más fuerte de Polonia. Aunque la mayoría de sus miembros fueron asesinados durante el Holocausto, los que sobrevivieron restablecieron organizaciones del Bund en Estados Unidos, Francia, Australia, Canadá, México, Sudamérica e Israel.

## Historia

### En el Imperio ruso
El Bund fue fundado en Vilna el 7 de octubre de 1897. Su meta era la unificación de todos los trabajadores judíos en el Imperio ruso en un solo partido socialista. El imperio ruso incluía en ese momento a Lituania, Letonia, Bielorrusia, Ucrania y la mayoría de Polonia (Zarato de Polonia), países en los que vivía la mayoría de la población judía. El Bund intentó aliarse con el movimiento social-demócrata ruso para lograr una Rusia democrática y socialista en la cual pudieran los judíos obtener reconocimiento legal como una nación minoritaria.
El Bund fue un partido socialista secular que se oponía a la vida tradicional de los judíos en Rusia. El Bund se unió al Partido Obrero Socialdemócrata de Rusia (POSDR) en su Primer congreso en Minsk, en marzo de 1898. Durante los siguientes cinco años el Bund fue reconocido como el único representante de los trabajadores judíos en el POSDR, aunque muchos socialistas judíos entraron al POSDR directamente. 
En el Segundo congreso del POSDR, en Bruselas y Londres en agosto de 1903, la posición autónoma del Bund dentro del POSDR fue rechazada por la mayoría de los delegados causando que el Bund se retirara del congreso, siendo este la primera de muchas disputas en el movimiento social demócrata ruso en los años siguientes. El Bund regresó formalmente al POSDR en el Cuarto congreso del POSDR en Estocolmo en abril de 1906 aunque siguieron existiendo divisiones internas tanto ideológicas como étnicas dentro del partido. El Bund por lo regular apoyó a los mencheviques, oponentes de los bolcheviques
El Bund estaba fuertemente opuesto al sionismo, argumentando que la emigración a Palestina era una forma de escapismo. El Bund tenía una visión internacionalista concentrándose más en la cultura que en ningún estado ni lugar, como la esencia del "nacionalismo" judío. El Bund promovía el uso del yidis como el idioma nacional judío y se opuso al proyecto sionista de "revivir" la lengua hebrea. Aun así, muchos miembros del Bund eran a la vez sionistas, y algunos de ellos emigraron a Palestina, formando allí partidos socialistas que seguirían existiendo después de la fundación del estado de Israel.
El Bund tenía seguidores también en los círculos de intelectuales. Actuaba tanto como un partido político como un sindicato. Se unió a los sionistas socialistas y otros para formar organizaciones de autodefensa para proteger a la población judía de los ataques antisemitas (pogróms). Durante la Revolución rusa de 1905 el Bund organizó al movimiento revolucionario dentro de los poblados judíos, en especial en Bielorrusia. 
Después de la Revolución de Octubre de 1917 el Bund, al igual que los otros partidos socialistas no-bolcheviques dejó de militar como partido, con algunos de sus miembros uniéndose a los bolcheviques por medio del "Kombund" o Bund comunista. Muchos bundistas fueron asesinados durante el régimen de Stalin.

### En Polonia, Bielorrusia y Lituania
En 1918, el Bund fue uno de los partidos políticos que formaron el gobierno y parlamento de Bielorrusia que había obtenido la independencia ese año. Al formarse la República Socialista Soviética de Bielorrusia, dejó de haber oportunidad que ningún partido no comunista siguiera existiendo.
Polonia y Lituania consiguieron su independencia en 1918, y el Bund continuó su militancia en esos países, en especial en las áreas de gran población judía en el este de Polonia. También se convirtió en una fuerza importante en la comunidad judía en Nueva York. En Polonia, los Bundistas buscaban que los judíos se quedaran apoyando al socialismo y no emigraran a Palestina. Cuando el líder sionista revisionista Vladímir Jabotinsky hizo una gira por Polonia abogando por la "evacuación" de los judíos europeos, los Bundistas lo acusaron de apoyar al antisemitismo. Otro partido no-sionista yidishista en Lituania y Polonia fue el Folkspartei.
Durante la Segunda Guerra Mundial, el Bund siguió funcionando como órgano clandestino en Polonia. En 1942, Marek Edelman, un Bundista, fue cofundador de la Organización Judía de Combate que dirigió el levantamiento del Gueto de Varsovia y también participó dentro del movimiento de resistencia polaco.
El genocidio perpetrado contra los judíos polacos durante el Holocausto resultó en la muerte de gran parte de los seguidores del Bund y también causó el deseo dentro de los sobrevivientes de emigrar hacia Norteamérica o a Israel.
Aun así, el Bund participó en las elecciones polacas de 1947 en una coalición con el Partido Socialista Polaco, obteniendo su único puesto parlamentario en la historia polaca. Bajo presión de las autoridades comunistas, los líderes Bundistas dieron fin al partido en 1949 a pesar de la oposición de muchos activistas. Uno de ellos fue Marek Edelman quién en 1976 se volviera activista del Comité de Defensa a los Trabajadores, y luego del movimiento Solidaridad. Fue miembro del parlamento polaco de 1989 a 1993.

### En el resto del mundo
El Bund sigue siendo una fuerza política minoritaria en las comunidades judías en los Estados Unidos, en la década de los treinta tuvo mucho peso en la formación de los primeros sindicatos, especialmente en el rubro del vestido. A partir de los años cincuenta llevó a cabo un campamento de verano en el estado de Nueva York. También sigue habiendo una presencia Bundista en las comunidades judías de Canadá, Australia y varios países latinoamericanos incluyendo México y Argentina. En esta última, funcionó entre los años 1907 y 1920 la Organización Laboral Judía Socialdemócrata de Argentina (Avangard), donde funcionaron varios centros políticos producto de divisiones interna -como Tsenter Avangard- al mismo tiempo que publicaron varias revistas, como Der Avangard y Di shtime fun Avangard. En el Reino Unido, el Jewish Socialist Group es una organización formada en línea con los valores del Bund. En 1997 se conmemoró el centenario del Bund en Nueva York, Londres, Varsovia y Bruselas.
En Argentina múltiples instituciones judías siguieron la línea bundista.  En 1937 se funda el Idisher Cultur Farband, ICUF, como institución central, al que adhieren múltiples instituciones, como El Centro Literario Israelita y Biblioteca Max Nordau de La Plata. el Sholem Aleijem de CABA, el  Zhitlowsky de Córdoba, etc., También se creó el Idisher Visnshaftlejer Institut - Instituto Judío de Investigaciones, IWO o Yivo, el teatro IFT en Buenos Aires y, la Federación de instituciones culturales hebreas de la Argentina, FICHA.